# エコクリティシズム
エコクリティシズム（英: Ecocriticism）とは、文学と自然環境の関係についての研究を指す。日本語では環境文学研究という表記もある。主なテーマは自然と言語・文学との関係であり、人間的要素と人間以外の要素を橋渡しする理論を組み立てることを目的とする。
エコクリティシズムの誕生は、20世紀後半からの環境問題を背景としている。環境に及ぼす人類の影響に対して文学研究や文化研究から関わり、環境問題の考察に貢献するという目的を掲げることもある。研究対象は詩、ノンフィクション、小説、戯曲など文芸作品の他に、絵画、写真、映画、漫画やアニメなどの視覚芸術やポピュラーカルチャーも対象とする。

## 定義
エコクリティシズムは、テクストの分析を通して人間と自然の関係を探求する。その方法論は、19世紀半ば以降の近代的な文芸批評から出発している。
エコクリティシズムのもとになった文学研究は1970年代のアメリカで行われ、ジョゼフ・W・ミーカー（Joseph W. Meeker）は『喜劇とエコロジー - サバイバル原理の探究』（1972年）において文学エコロジー（literary ecology）という用語を使った。1978年には、ウィリアム・ルーカート（William Rueckert）が論文「文学とエコロジー - エコクリティシズムの試み」において、エコクリティシズムという用語を初めて使った。ルーカートは、エコロジーとその諸概念を文学研究に応用するものとしてエコクリティシズムを定義した。ルーカートの定義は学問としてのエコロジーとの関連だが、より広く文学と自然界との関連という定義も普及した。
文学理論においては、世界という言葉は社会と同義とされることが多い。これに対してエコクリティシズムでは世界という言葉は全ての生態系を含む。

## 研究対象

### ネイチャーライティング

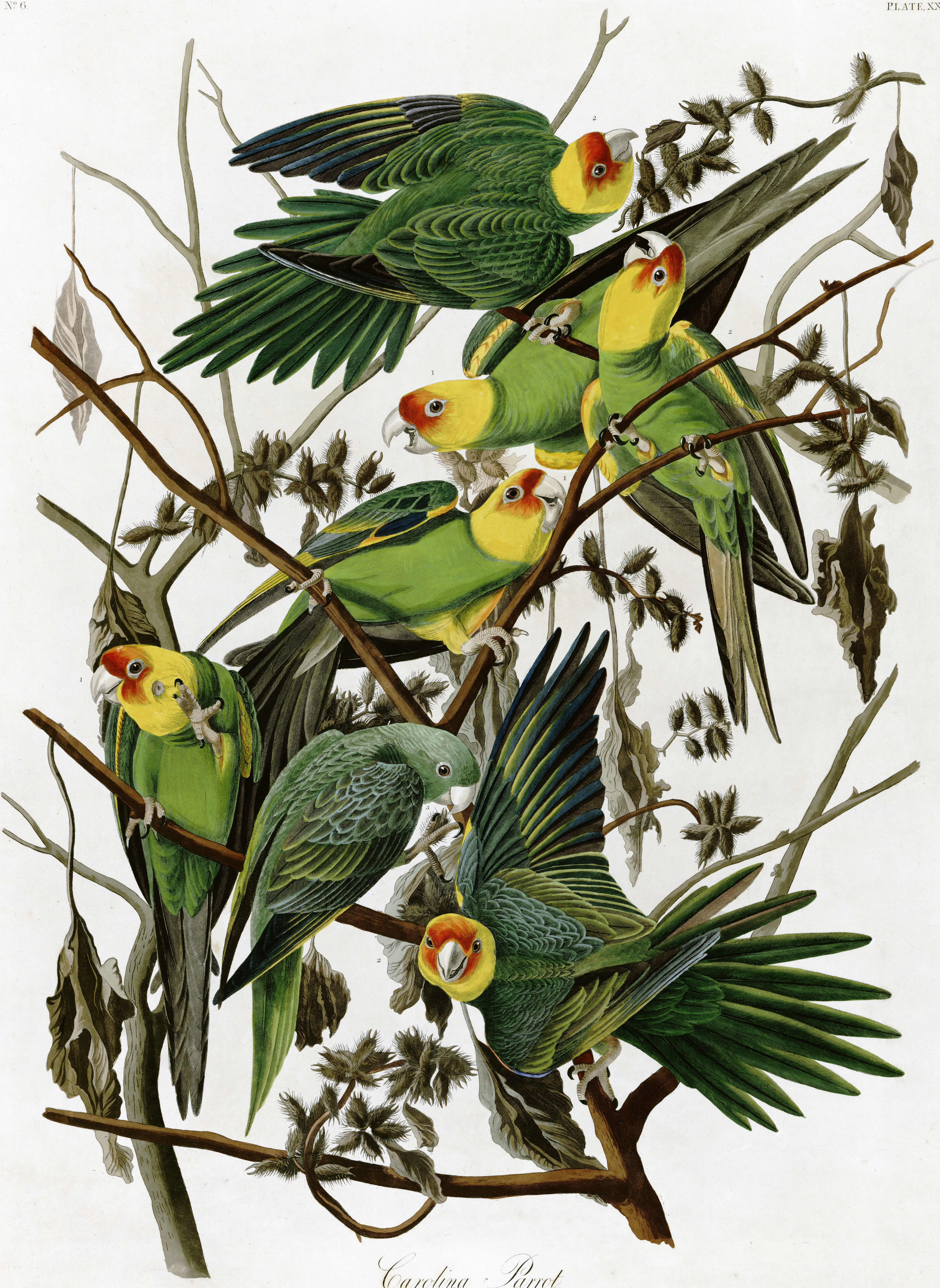
オーデュボンの『アメリカの鳥類』に描かれたカロライナインコ。20世紀に絶滅した

人間中心主義を再考するための文芸ジャンルとして、ネイチャーライティングの作品がしばしば研究されてきた。特に20世紀においては作家と自然環境との直接的な関係をリアリズムで描く作品が重視された。
先駆的な作品として、19世紀前半のジョン・ジェームズ・オーデュボンの鳥類図譜『アメリカの鳥類』（1827年）がある。代表的なネイチャーライティング作品として、ヘンリー・デイヴィッド・ソローの『ウォールデン 森の生活』（1854年）がある。
エコクリティシズムの観点から再評価がされている作家もおり、『白鯨』の作者として知られるハーマン・メルヴィルがその1人にあたる。メルヴィルは詩集『ジョン・マーたち 水夫と海の詩』（1888年）の表題作で平原から先住民やバッフォローを追いやった西部開拓を批判している。『独身男たちの楽園と乙女たちの地獄』（1855年）では製紙工場がもたらす汚染や病気を批判し、遺稿『雑草と野草』では自然への敬意や、自然が人間に与える力を書いた。エコクリティシズムがアメリカ合衆国で始まったため、当初はアメリカのネイチャーライティングについての研究が多かった。近年ではアフリカ、中南米、アジアの作品の研究も進んでいる。

### 場所の感覚
人間が特定の土地に対して抱く心情や身体反応をまとめて「場所の感覚」と呼ぶ。芸術は、経験に可視性を与えて場所の感覚を育むことがあるため、エコクリティシズムで重要とされる。場所の感覚は必ずしも定住が必須とはされない。エコクリティシズムが場所を重視するのは、それまでの文学研究がプロット、登場人物、イメージ、シンボルなどを重視して環境を軽視してきたことを訂正するという目的もある。
場所の感覚については、自然との親密な関係を重視する初期の研究から、土地の占有や剥奪などの政治面も含める方向に変化していた。場所に対する研究はポストコロニアル理論（後述）とも結びついており、この種の研究に、ウルズラ・K・ハイザ（Ursula K. Heise）の『場所の感覚、惑星の感覚』（2008年）やカレン・ソーンバー（Karen Thornber）の『環境的多義性』（2012年）がある。

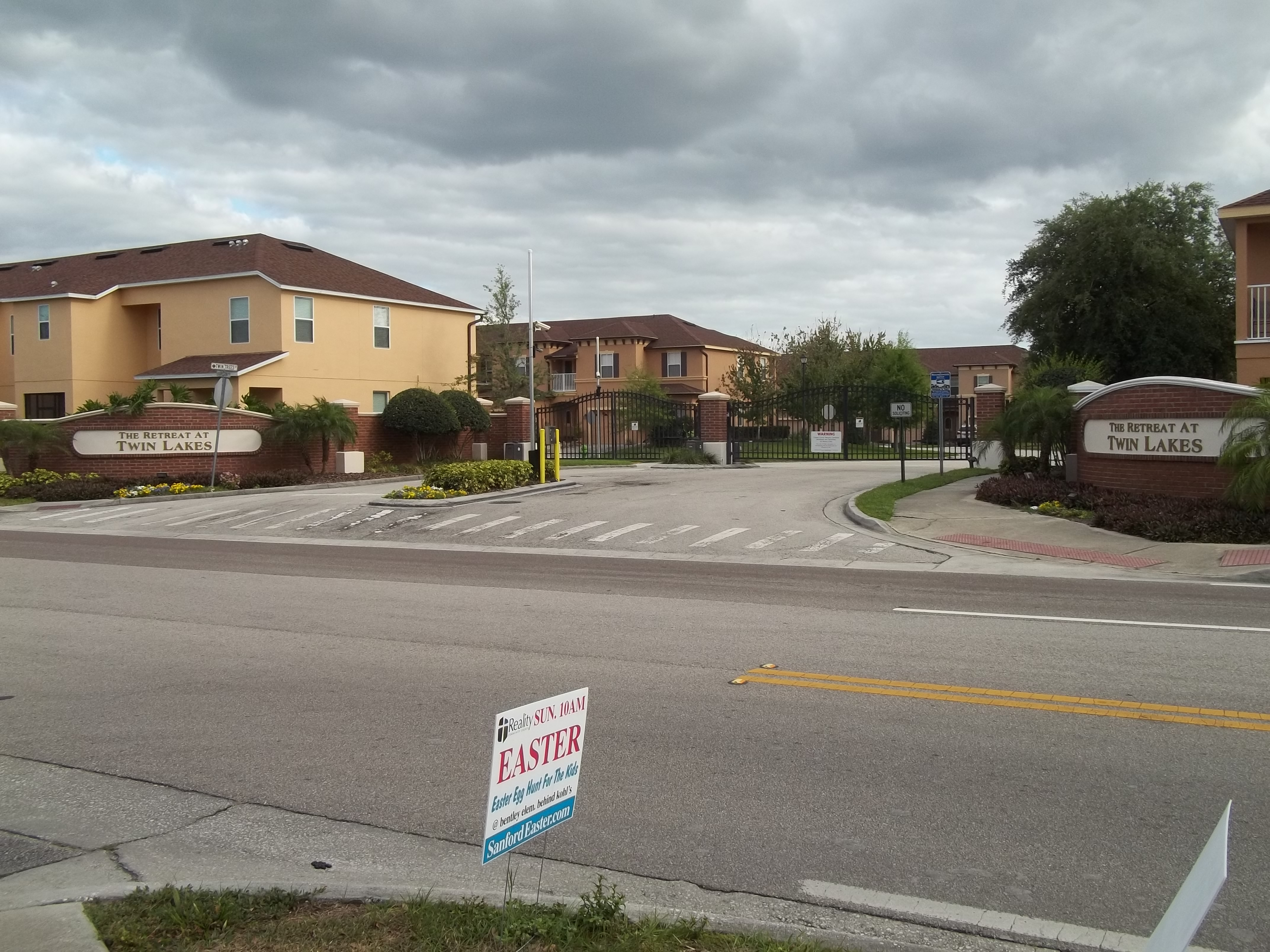
ゲーテット・コミュニティのザ・リトリート。トレイボン・マーティン射殺事件が起きた。

定住による場所の感覚を重視する作家として、ウォレス・ステグナーやゲイリー・スナイダーらがいる。スナイダーはアメリカ西部に自力で家を建てて暮らし、『野生の実践』（1990年）で場所についての思想と実践を書いた。こうした人間と土地の関係は、作家自身を人間と人間以外の両者を包括するコミュニティー作家と見なすきっかけともなる。他方で移住を重視する作家として、ジョン・ミューアやエドワード・アビーらがいる。定住は占有に結びつくため、それを避ける意図がある。
ウィルダネスと呼ばれる未開拓の自然空間、パストラルと呼ばれる田園、日本の里山、そして都市も研究される。産業化によって拡大を続ける都市は、田舎や田園との対比において論点とされており、レイモンド・ウィリアムズの『田舎と都会』（1973年）が先駆的な研究とされる。経済格差をもとにする住み分けとして、近年ではゲーテッド・コミュニティがアメリカをはじめとする世界各地で建設されている。その研究としてマイク・デイヴィスの『要塞都市LA』（1990年）などがある。郊外や住宅地などの見慣れた景色を異化する試みも作品化されている。

### 環境詩学
環境詩学とは、文芸批評家のジョナサン・ベイトが提唱したアプローチであり、詩と環境について考察する。環境詩学にとっての文芸作品は「住まう」という経験を提示するものであり、自然環境の静寂も場所の表現として扱う。この点で、環境保護を訴えるための道具として言語を使う環境政策とは異なる。ウィリアム・ワーズワースらロマン派の作家たちの環境意識や、韻律と自然独自のリズムの関係などを研究している。

### 先住民文化
先住民の自然観は、自然環境との関係を考えるための指標の1つとしてネイチャーライティング研究の初期から着目されてきた。アメリカ先住民の研究に始まり、チカーノ、カナダ先住民、アイヌ、アボリジニなどにも対象が拡がった。先住民の文化では、天災や疫病の流行などの出来事を物語として継承してゆくことがあり、セントローレンス島のシベリアユピックは、1878年から1880年に人口の1/3にあたる1000人が死亡した出来事について、生きた動物に対して残酷な行為をした結果として飢饉が起こったという物語を伝えている。欧米人の記録では、商船が持ち込んだアルコールによって村民が秋の狩猟を怠った結果として飢饉に至ったと説明されており、体験や直接的原因に着目する欧米の文化と、悲劇の根源的な原因に着目するユピックの文化の違いが明らかとなった。

### 汚染の言説
有毒物質や環境汚染に対する不安や恐れを表現した言葉や、そのプロセスについての分析を「汚染の言説」とも呼ぶ。この用語はローレンス・ビュエルの論文「Toxic Discourse」（1998年）に由来する。
産業による環境破壊を問題提起した初期の作品として、ヘンリック・イプセンの戯曲『民衆の敵』（1882年）がある。ジャーナリズムによる扇動、経済開発に反対する少数派への攻撃なども描かれている。20世紀に入ると、化学薬品の危険性を訴えたレイチェル・カーソンの『沈黙の春』（1962年）や、公害病である水俣病の患者とその家族を描いた石牟礼道子の『苦海浄土』（1969年）が書かれた。
放射能汚染については、日本への原子爆弾投下にもとづいた作品が林京子など日本の作家によって多数書かれており、原爆文学とも呼ばれている。チェルノブイリ原子力発電所事故については、クリスタ・ヴォルフの小説『チェルノブイリ原発事故』（1987年）や、スヴェトラーナ・アレクシエーヴィチのノンフィクション『チェルノブイリの祈り』（1997年）がある。
アメリカでは、ニューメキシコ州の核実験を描いたルドルフォ・アナーヤの『ウルティマ、ぼくに大地の教えを』（1972年）、ネヴァダ州の核実験を問題視したテリー・テンペスト・ウィリアムスの『鳥と砂漠と湖と』（1991年）などがある。カナダの先住民ディネの系譜にあたる作家マリー・クレメンツは、戯曲『燃えゆく世界の未来図』（2003年）でグローバルな被爆問題をテーマとした。ディネの土地で採掘されたウラニウムが広島や長崎の原子爆弾に使われたという史実にもとづき、マジック・リアリズムの手法で描いている。東京電力による福島第一原子力発電所事故（2011年）ののちには、川上弘美が放射能汚染の観点から自作を書き直した『神様 2011』なども発表されている。

### 災害
災害についての文芸作品も研究される。古典的な作品には、ハインリヒ・フォン・クライストの小説『チリの地震』（1807年）や、寺田寅彦のエッセイ『津波と人間』（1933年）などがある。1930年代アメリカのダストボウルと呼ばれる砂嵐による農民の苦難は、ジョン・スタインベックが小説『怒りの葡萄』（1939年）に書いた。
小松左京は『復活の日』（1964年）で兵器として開発されたウイルスによる人類滅亡の危機、『日本沈没』（1973年）で日本列島の沈下を描き、文明についての問題提起も行なった。エリック・ラーソンのノンフィクション『アイザックの嵐』（1999年）は1899年にガルヴェストンを襲ったハリケーンを通して当時の気象局の問題、権威主義や人種差別などを描いた。この内容は2005年のハリケーン・カトリーナにおける差別にもつながるものとして読まれた。パオロ・バチガルピの『沈んだ都市』（2012年）とマーク・トウェインの『ハックルベリー・フィンの冒険』（1885年）の共通性についての研究もある。
生態系が壊滅するような大規模な自然破壊として、環境（eco）と殺し（-cide）を連結したエコサイドという造語もある。エコサイドをテーマにした作品は人災を前面に描く。水爆実験が原因で誕生した怪獣が登場する映画『ゴジラ』（1954年）や、漫画『風の谷のナウシカ』（1982年-1994年）なども含まれる。

### ユートピア、ディストピア
サイエンス・フィクション（SF）やスペキュレイティブ・フィクションは、未来の世界や架空の世界を通して現代社会の問題を描いており、エコクリティシズムにおける重要な文芸ジャンルの1つでもある。理想郷の代名詞であるユートピアは、トマス・モアの著作『ユートピア』（1516年）の造語を由来とする。モアの作品はルネサンスの中で書かれており、人間が自然環境を改変する能力に自信を持ちはじめた時代の産物だった。その後の産業化や都市化によって、理性によるユートピアの建設ではなく欲望による世界の悪化も考察されるようになり、ディストピアという語が使われるようになった。ディストピアを最初に使ったのは、ジョン・スチュアート・ミルの1868年の講演だとされる。文芸作品ではエドワード・ベラミーの『顧みれば』（1888年）やウィリアム・モリスの『ユートピアだより』（1890年）も書かれた。
SFではユートピアやディストピアをめぐる作品が多数作られてきた。アーシュラ・K・ル＝グウィンの『所有せざる人々』（1974年）では生存しうる限界の惑星に生きる人類をユートピア的に描き、他方で人類が抑制をしなかった地球が破壊された世界として対比される。オクティヴィア・E・バトラーは『リリスのひな鳥』3部作（1987年-1989年）で、人間が自らの環境を破壊してディストピアを作り出す存在であり、人類そのものをバイオハザードとして表現した。

### ポストヒューマン
1980年代には仮設の段階だったサイボーグやサイバースペースが実現してゆくにつれて、人間の主体性についての見直しがポストヒューマンの概念やポストヒューマニズムの思想において進んだ。これにともない、エコクリティシズムでもポストヒューマニズムについて研究した。
この論点から、エドガー・アラン・ポーの小説『使い果たされた男』（1839年）は、ポストヒューマンを描く作品として再評価されている。ナサニエル・ホーソーンの『痣』（1843年）を人間のクローン問題やサイボーグ性を取り上げた作品とする研究もある。オスカー・ワイルドの喜劇『真面目が肝心』（1895年）は人間が動物に近似されるとともに、人間の機械的な笑いが描かれている。上田早夕里の『オーシャンクロニクル』シリーズは、遺伝子操作された人間と人間でないものの共生や伴侶関係を描いており、ティモシー・モートンやダナ・ハラウェイらの研究との共通点もある。マーガレット・アトウッドは『オリクスとクレイス』3部作（2003年-2013年）で、遺伝子改変された動植物で満ちる世界を舞台とした。登場人物のバイオエンジニアは、環境の崩壊を防ぐために人類の大半をウイルスで滅ぼし、潜在的な危険を取り除いた人類を繁殖させる。

### 近世以前の文献
古代をはじめ過去の文献で自然に関するモチーフが言及されていれば、エコクリティシズムの研究対象となる。
最古の叙事詩ともいわれるギルガメシュ叙事詩では、レバノンスギの伐採に関する物語があり、古代の森林破壊に関連すると推測されている。英雄ギルガメシュはレバノンスギを求めて森林に入り、森を守るフンババを殺したためにエンリルから罰を受けた。レバノンスギは優れた木材であるため地中海の周辺諸国が建築や造船に使い、紀元前3000年紀には乱伐が進んでいたことが花粉の記録から判明している。
古代ギリシアの哲学者プラトンは著作『クリティアス』において、アッティカの肥沃な土壌が森林伐採で流失し、やせ衰えたと問題視している。別の著作『国家』や『法律』では植樹や治水の重要性を論じている。
アジアにおける本草学は環境文学の観点からも研究されている。李時珍の『本草綱目』（1596年）を指針に発展した本草学は実証的な自然の記述に加えて、動植物との接し方、環境、食文化、和歌などの文芸との関わりもある。

## 関連分野

### エコフェミニズム、クィア・エコロジー
人間中心主義を再考するエコクリティシズムは、文化・自然や男性・女性などの二項対立を再考するエコフェミニズムとも密接に関連している。エコフェミニズムという語はフランソワーズ・ドボンヌの論文「Le Féminisme ou la mort（フェミニズムか死か）」（1974年）によって考案され、デュボンヌはフェミニズムを「エコロジー革命を起こす女の可能性」と定義した。エコフェミニズム思想にもとづくエコフェミニズム文学批評は、女性の支配と人間ではないものの支配のつながりを分析し、女性と環境をめぐる言説と社会不正義や、自然描写の男女差について考察する。
人間の性の多様な関係性を考察するクィア・エコロジーは、エコフェミニズムと関連が深い。異性愛主義への問題意識から、クィア・エコフェミニズムの研究も始まった。先駆となったのはグレタ・ガードの論文「クィア・エコフェミニズムに向けて」（1997年）で、女性・自然・クィアの3者を結びつけて思索した。

### 人類学
人間観を再考する研究として、複数生物種の関係を研究するマルチスピーシーズ民族誌があり、人類学や生物学との学際的な研究が行われている。人間同士のコミュニケーションに限らず、人間と他の生物種のコミュニケーションや、人間と場所や物体との接触についても考察する。他の生物種には、人間の体内で共生している微生物、ウイルス、食用に育てたり共に生活する動植物などが含まれる。こうしたアプローチはマルチスピーシーズ民族誌とも関連している。

### 生態学、動物学
エコクリティシズムにおける生態学は、当初は自然環境の調和と安定に着目して理解されたが、のちに動的進化や科学に内在する価値判断の誤解が批判されるようになった。生物多様性はエコクリティシズムにおいても取り上げられ、初期の作品とされるものにレイチェル・カーソンの『海辺』（1955年）などがある。ティモシー・モートンのメッシュの概念、ダナ・ハラウェイの伴侶種の概念も生物多様性とのつながりで論じられる。加藤幸子は多様性の中で生きる人間を自然なものとして、小説『ジーンとともに』（1999年）を書いた。他方で、動物は人間の食物でもある。食肉産業とメディア産業を問題提起した作品にルース・オゼキの『イヤー・オブ・ミート』（1998年）がある。

### ポストコロニアル理論
植民地主義や帝国主義の社会を対象とするポストコロニアル理論をもとに、環境の視点から植民地支配について研究するのがポストコロニアル・エコクリティシズムにあたる。歴史学者のラマチャンドラ・グーハは第3世界の立場でディープ・エコロジーを批判した論文「Radical American Environmentalism and Wilderness. Preservation: A Third World Critique」（1989年）を発表し、環境保護団体や観光産業による自然保護が結果的に貧しい農民を生活苦に追いやっている問題を指摘した。グーハの論文は、ネイチャーライティングを中心としていたエコクリティシズムが植民地化や先進国と途上国の関係を考えるきっかけとなり、ポストコロニアル思想の援用や文芸作品の読み直しにつながった。
1999年から2000年にかけて、アラン・ビーウェル（Alan Bewell）やティモシー・モートンの論文によってエコクリティシズムによる植民地や帝国主義の研究が進んだ。エコクリティシズムの論点から読み直された作家としてはアンティグア・バーブーダ出身のジャメイカ・キンケイド、オーストラリアのアボリジニ作家ウジェルー・ヌナカル、南アフリカ出身のゼイクス・ムダらがいる。

### バイオ・リージョナリズム
土地の特性や自然の持続性が失われない生活をするための試みを、バイオ・リージョナリズム（生態地域主義）と呼ぶ。1970年にピーター・バーグが提唱したもので、エコクリティシズムではウルズラ・K・ハイザやトム・リンチらによって見直しが進められている。

### 視覚芸術

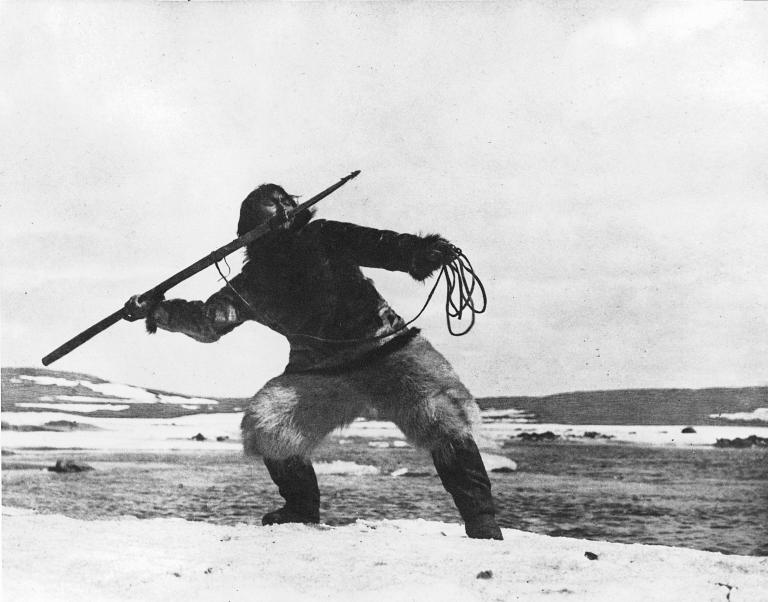
『極北のナヌーク』の一場面

人間と自然の関係を描いた映画、アニメーション、漫画もエコクリティシズムで研究される場合がある。初期のドキュメンタリーである『極北のナヌーク』（1922年）はイヌイットの生活が主題になっている。しかし、こうした作品の多くは人間が中心であり、自然は物語の背景になっている。自然をより中心に扱う作品は20世紀後半から作られた。フィクションにおいては環境汚染と政治やビジネスの関係を追求する内容が増え、カレン・シルクウッドの伝記映画『シルクウッド』（1983年）や、環境汚染の損害賠償を取り上げた『シビル・アクション』（1999年）、『エリン・ブロコビッチ』（2000年）などが制作された。ドキュメンタリーでは、地球温暖化をテーマにした『不都合な真実』（2006年）、食品産業をテーマにした『フード・インク』（2008年）、シェブロンが先住民の土地に意図的に原油を流出させた事件をテーマにした『クルード』（2009年）などが制作された。
人間と自然の関係を表現する技法としては古くから擬人化があり、鳥獣戯画（12世紀中期から13世紀中期）などが知られている。また、自然環境そのものをテーマとしたものに花鳥画がある。写真では、カールトン・ワトキンズの「ヨセミテ渓谷」（1865年）やウィリアム・ヘンリー・ジャクソンの「ロッキー山脈」（1870年）、アルフレッド・スティーグリッツやアンセル・アダムズなどが論じられる。風景写真は国立公園制定における自然保護につながる一方で、国家による自然環境の管理にもつながる。

## 研究史
環境と文学についての学術会議は、1991年にハロルド・フロムの主宰でMLAの特別会議「エコクリティシズム - 文学研究の緑化/再生」、1992年にグラン・ラヴ司会のシンポジウム「アメリカン・ネイチャーライティング - 新しいコンテクスト、新しい研究方法」が開催された。同年には西部文学会の年次会議で文学・環境学会（ASLE）が設立され、スコット・スロヴィックが初代会長となる。ASLEは人間と自然界の関わりを考察する文学についての情報交換、環境文学研究や学際的な環境研究を奨励する活動を行なった。1993年にはパトリック・マーフィーが学術誌『ISLE：文学・環境の学際研究』（ISLE: Interdisciplinary Studies in Literature and Environment）を創刊し、環境をめぐる問題に関する文学芸術や舞台芸術について批評を繰り広げる場が誕生し、孤立していた研究者がつながった。1996年にはそれまでの活動をまとめた『エコクリティシズム読本』が出版された
2010年代以降は、学際的な分野である環境人文学とのつながりを強めている。環境人文学は、エコクリティシズム、環境心理学、環境言語学、環境社会学、環境史、環境教育、環境コミュニケーション研究、環境メディア研究、環境宗教学などを含む。

### 大局的な概観
1. プロト・エコクリティシズムの時期。主にネイチャーライティングについて研究した[85]。
2. 環境問題に対する反応。1970年代のアースデイ以降の環境保護運動から2000年代初期までの時期[85]。
3. 多数の学問領域との共存。環境歴史学や保全生物学をはじめ、環境人文学の学際的な発展とつながった。気候変動への認識が広まった時期にあたる[85]。

### 波のメタファー
エコクリティシズム研究史について、波のメタファーを用いたものもある。次のように4つの波にたとえられている。
1. 第1の波：1980年から1995年頃を指す。エコクリティシズムという語が一般的ではなく、ネイチャーライティングの重視と、非・人間的自然と米英の文芸作品が分析の中心となった[86]。
2. 第2の波：1995年から2000年頃を指す。エコクリティシズムが拡大し、多文化作家や世界各地の環境文学にも関心が向けられた。環境正義との関わりも使われるようになった[86]。
3. 第3の波：2000年から2008年頃を指す。国単位の文化を超える横断的な傾向が強まり、マテリアル・エコフェミニズム、クイア理論、生きもの批評、エコクリティカル・アクティヴィズムとのつながりも加わっていった[86]。グローバルな環境汚染や土地の喪失も注目されるようになった[55]。
4. 第4の波：2008年から2012年頃を指す。人間の身体が物理世界に埋め込まれている点に着目するマテリアリズムとのつながりが深まっていった[87]。人間と他の生物との平等性や、ヒューマニズムの限界を超えて生物全体に拡張するポストヒューマニズムの思想とも連動していった[55]。